# Pentagon Channel
Pentagon Channel – amerykański kanał telewizyjny nadający wojskowe wiadomość i programy dla 2,6 miliona członków amerykańskiej armii. Jest ogólnodostępny w amerykańskich sieciach kablowych oraz niektórych krajach europejskich (w Polsce może go oglądać z satelity Hot Bird). Przez satelitę nadaje też w Afryce, obu Amerykach i w większej części Azji, można go również oglądać w Internecie.
W programie znajdują się m.in.:
- skróty informacji z Departamentu obrony
- wiadomości wojskowe
- wywiady z urzędnikami obrony
- krótkie historie opowiadające o pracy wojskowych
- programy o wojskowym stylu życia

Amerykański Departament Obrony poza poprawą komunikacji z żołnierzami, dostarcza też członkom Gwardii Narodowej i cywilnym pracownikom Departamentu Obrony dostęp do aktualnych informacji wojskowych i wiadomości.

## Programy
- RECON: Comiesięczny półgodzinny program informacyjny przybliżający rozmaite tematy, od prawdziwych operacji i misji wojskowych po wydarzenia historyczne. Zwraca również uwagę na osiągnięcia amerykańskich wojskowych.
- Around The Services: Codzienne półgodzinne wiadomości wojskowe z całego świata.
- Fit For Duty: 30 minutowy program treningowy prowadzony przez specjalistów od kondycji fizycznej. Instruktorzy pokazują jak wykonywać proste, ale skuteczne ćwiczenia poprawiające sprawność. Na koniec każdego odcinka udzielane są też wskazówki medyczne, zapobiegające zranieniom i kontuzjom.
- Downrange: Wiadomość z Iraku i Afganistanu dotyczące wojskowych USA.
- Battleground: Nadawany w każdy weekend cykl filmów historycznych o II wojnie światowej, wojnie koreańskiej i wojnie w Wietnamie.
- The Grill Sergeants: W programie kucharze pokazują widzom jak przyrządzić jedzenie serwowane w armii. Przepisy dotyczące przygotowania danej potrawy znajdują się na też stronie internetowej stacji.
- This Week in the Pentagon: Cotygodniowe półgodzinne wiadomości o aktualnych informacjach podawanych przez Pentagon.
- FNG (For New Guys): Półgodzinny program prezentujący, głównie nowym żołnierzom, wojskowy stylu życia i płynące z tego korzyści. Widzowie dowiedzą się m.in. jak tanio podróżować, gotować i wielu innych przydatnych rzeczy.